# Barry Lyndon
Pour les articles homonymes, voir Barry Lyndon (homonymie).
Pour plus de détails, voir Fiche technique et Distribution.
Barry Lyndon est un film historique anglo-américain écrit et réalisé par Stanley Kubrick et sorti en 1975. Il est adapté des Mémoires de Barry Lyndon, roman picaresque de William Makepeace Thackeray.
Avec dans les rôles principaux Ryan O'Neal et Marisa Berenson, le film évoque le destin d'un jeune intrigant irlandais sans le sou dans la fastueuse société anglaise du XVIIIe siècle, de son ascension sociale pleine d'audace et de perversité après avoir épousé une lady qui lui apporte une fortune considérable et lui donne un fils, jusqu'à sa déchéance finale.
Barry Lyndon fait grand usage de la lumière naturelle et des décors d’époque. Le film a été nommé sept fois aux Oscars du cinéma et remporta quatre récompenses. Il est cependant à sa sortie un échec commercial dans les pays anglophones, malgré de bonnes critiques.

## Synopsis
Le film se divise en deux parties et un épilogue.

### Acte I
« By What Means Redmond Barry Acquired the Style and Title of Barry Lyndon » (« Comment Redmond Barry a acquis la manière et le titre de Barry Lyndon »)
Au XVIIIe siècle, en Irlande, dans les années 1750, le père de Redmond Barry est tué en duel pour une querelle au sujet de l'achat d'un cheval. Sa veuve, Belle (Marie Kean), dédaigne toutes les offres de mariage pour se consacrer à l'éducation de son fils unique.
Barry (Ryan O'Neal) tombe amoureux de sa cousine Nora (Gay Hamilton), laquelle le séduit. Mais quand John Quin, un riche capitaine anglais, lui fait la cour, sa cousine délaisse Barry qui n'a pas d'argent. La perspective d'un mariage entre leur sœur et un officier fortuné n'échappe pas aux frères de Nora. Barry, lui, refuse la situation et provoque Quin en duel. Il croit avoir tué son rival et, pressé par les frères de Nora, prend la route de Dublin pour se faire oublier quelque temps.
N'ayant jamais voyagé, il tombe dans une embuscade tendue par un bandit de grand chemin, le « capitaine » Feeney (Arthur O'Sullivan), qui lui prend son cheval, son argent et tout son équipement. Brisé et sans le sou, il s'engage dans l'armée britannique comme simple soldat. Il est rejoint dans son régiment par un ami de la famille, le capitaine Grogan (Godfrey Quigley), qui l'informe qu'il n'a pas tué Quin, son pistolet étant chargé d'une inoffensive balle d'étoupe. Le duel a été truqué pour forcer Barry à s'éloigner afin que sa cousine puisse se marier avec Quin et éponger les dettes de la famille. Pour prix de son silence, Grogan a reçu de la famille de Nora une forte somme d'argent, qu'il s'offre à partager avec Barry. Le régiment de Barry est envoyé combattre les Français sur le continent. Nous sommes au début de la guerre de Sept Ans et l'Angleterre est alors alliée à la Prusse, qui affronte la France, la Suède, la Russie et l'Autriche.
Grogan est blessé par les Français et, avant de mourir, avoue à Barry qu'il a perdu au jeu la moitié de l'argent qui lui était destiné. Désormais seul, Barry décide de déserter. Surprenant deux officiers homosexuels en train de se baigner, il s'empare de l'uniforme, du cheval, des papiers d'identité et de l'ordre de mission de l'un d'eux. Après avoir chevauché une nuit et une journée entière, il rencontre une jeune paysanne, dont le mari est à la guerre depuis longtemps. Elle accepte de l'héberger. Barry va rester plusieurs mois chez elle.
Il finit par se décider à reprendre sa route. Son intention est de rejoindre la Hollande, restée neutre dans le conflit, et de regagner ensuite son île natale. En chemin, il est intercepté par une patrouille prussienne, commandée par le capitaine Potzdorf (Hardy Krüger). Celui-ci le traite avec égards mais, discrètement, le soumet à un interrogatoire et finit par le démasquer. Il lui offre le choix d'être livré à l'armée anglaise qu'il a désertée ou de s'engager dans l'armée prussienne. Barry se retrouve alors soldat dans l'armée prussienne, dont il va connaître la discipline proverbiale. Lors de la bataille de Warburg, il sauve la vie de Potzdorf, blessé par un tir d'artillerie.
À la fin de la guerre, en 1763, son régiment est envoyé en garnison dans la capitale prussienne. Le capitaine Potzdorf, à qui Barry avait sauvé la vie, l'introduit auprès de son oncle, ministre de la Police. En effet, Barry semble avoir toutes les qualifications pour s'acquitter d'une mission délicate : surveiller de près, en se plaçant à son service, un certain chevalier de Balibari (Patrick Magee), arrivé à Berlin sur mandat de l'impératrice d'Autriche. Il est connu pour être un joueur et un libertin, mais les Prussiens le soupçonnent d'être en réalité un espion d'origine irlandaise. Barry accepte la mission. Il entre au service du chevalier mais, soudain pris d'une forte émotion devant ce compatriote, lui avoue tout le stratagème (dans le roman, cet aveu est facilité par le fait que Barry reconnaît en lui son propre oncle). Le chevalier, tout aussi ému que lui, va le traiter en ami. Barry fera régulièrement son rapport à ses chefs, mais il ne transmettra que des renseignements sans importance. Chez le chevalier, il devient son complice dans les tricheries aux cartes. Le chevalier devant soudain être expulsé de Prusse, Barry profite de l'occasion pour quitter la Prusse sans papiers ni passeport en se faisant passer pour lui auprès des officiers chargés de l'expulser. Barry et le chevalier s'associent alors comme joueurs professionnels et prouvent leur habileté dans toutes les cours d'Europe. Barry défie tous les débiteurs en duel. Son habileté aux armes garantit le paiement des plus récalcitrants.
Prenant conscience que cette vie, malgré ses côtés plaisants, le condamne à une errance perpétuelle, Barry se met en tête d'épouser une femme possédant fortune et titres. Il jette son dévolu sur la belle et très riche comtesse de Lyndon (Marisa Berenson), dont le mari, sir Charles Lyndon (Frank Middlemass), est gravement malade. Il n'a que peu de difficultés pour la séduire. Son mari décède d'une crise d'apoplexie, submergé par l'affront causé par Barry. Une année plus tard, Barry épouse la comtesse. Il a alors atteint le sommet de sa fortune.

### Acte II
« Containing an Account of the Misfortunes and Disasters Which Befell Barry Lyndon » (« Relation des malheurs et désastres qui menèrent Barry Lyndon à sa chute »)
Après son mariage en 1773, Barry s'installe en Angleterre pour profiter de sa fortune et prend, avec autorisation royale, le nom de Barry Lyndon. Mais le destin saura frapper. Bien qu'il soit devenu un Lyndon, il ne dispose pas de fortune personnelle. Son beau-fils, lord Bullingdon, fils de Sir Charles et âgé de 10 ans, le déteste et le voit comme un vil opportuniste qui a pris la place de son père et qui dilapide la fortune familiale. Barry Lyndon le corrige régulièrement, n'hésitant pas à lui infliger la bastonnade. Le mariage est malheureux. La comtesse met au monde un enfant, Bryan Patrick. Barry dilapide l'argent de sa femme et la rend malheureuse en la trompant et en la réduisant à rester seule à la maison à s'occuper des enfants. Plus tard, il revient à la raison et s'excuse auprès d'elle. Mais si la comtesse pardonne ses écarts à son mari et se réconcilie avec lui, ce n'est absolument pas le cas de lord Bullingdon, dont la haine envers Barry ne va plus cesser de croître.
Des années plus tard, la mère de Barry vient vivre avec lui. Elle se rend compte de la fragilité de la position sociale de son fils. En effet, si lady Lyndon venait à mourir, la fortune familiale irait à son fils, lord Bullingdon (qui est maintenant un jeune homme, joué par Leon Vitali), et laisserait Barry et son fils sans le sou. La mère de Barry le pousse à obtenir un titre nobiliaire pour se prémunir contre cette éventualité. Il cultive des relations avec l'influent lord Wendover (André Morell) en dépensant beaucoup d'argent pour atteindre cet objectif. Tous ses efforts sont sans effet. Le jour de l'anniversaire de lady Lyndon, lord Bullingdon proclame sa haine envers son beau-père. Ce dernier se rue alors sur lui et entreprend de le rosser copieusement devant l'assemblée composée de nombreux invités. Après cela, lord Bullingdon annonce qu'il quitte sur le champ la demeure familiale et qu'il n'y reviendra pas tant que Barry sera en vie. En même temps, cet incident donne à Barry une réputation exécrable qui lui fait perdre tous ses amis et ses appuis dans l'aristocratie anglaise, qu'il avait mis des années à se gagner au prix de multiples et dispendieux efforts.
Aussi mal qu'il traite son beau-fils, il est à l'inverse bon père et compatissant avec son fils Bryan, avec lequel il passe tout son temps. Cependant, le jour précédent son neuvième anniversaire, le garçon est désarçonné du cheval que son père lui avait promis pour ses neuf ans — mais, qu'à l'insu de celui-ci, il n'a pu résister à monter sans attendre —, fait une lourde chute sur la tête et meurt un peu plus tard. Fou de chagrin, et se sentant responsable, Barry sombre dans l'alcoolisme, tandis que lady Lyndon trouve son réconfort dans la religion avec excès, assistée par le révérend Samuel Runt (Murray Melvin), premier tuteur de lord Bullingdon et ensuite de Bryan.
Cependant, la mère de Barry congédie le révérend, d'abord parce que le départ de lord Bullingdon et la mort de Bryan ont rendu inutile la présence d'un précepteur, mais aussi parce qu'elle considère qu'il exerce une influence néfaste sur lady Lyndon. Plongeant plus encore dans le désespoir, cette dernière tente de se suicider. Mis au courant des dernières nouvelles, lord Bullingdon revient en Angleterre et défie Barry en duel.
Dans la grange où le duel a lieu, le tirage au sort donne à lord Bullingdon le privilège de tirer en premier. Le pistolet se déclenche de manière inopportune. Barry, de manière volontaire et magnanime, tire au sol. Mais lord Bullingdon refuse d'arrêter le duel. Il fait feu et, cette fois, son tir touche la jambe de son adversaire. Barry doit être amputé sous le genou.
Durant la convalescence de Barry, lord Bullingdon prend le contrôle de son patrimoine. Il envoie son comptable et émissaire Graham (Philip Stone) à son cottage, où Barry récupère, pour lui faire une offre. Lord Bullingdon garantit une rente annuelle de 500 guinées à vie s'il quitte l'Angleterre et met fin au mariage avec lady Lyndon, sinon sa rente et son compte en banque seront annulés et lord Bullingdon veillera personnellement à ce que ses débiteurs puissent le jeter en prison. Brisé psychologiquement et physiquement, Barry accepte l'offre. Il se rend en Irlande avec sa mère, puis il voyage à travers le continent européen en redevenant un joueur professionnel, mais bien loin de ses succès d'antan. Il ne reverra plus lady Lyndon. La scène finale, en 1789, montre lady Lyndon, entre deux âges, signant d'un air nostalgique le chèque de la rente annuelle de Barry sous le regard de lord Bullingdon.

### Épilogue
Le film se termine par cet épilogue : « It was in the reign of King George III that the aforesaid personages lived and quarrelled ; good or bad, handsome or ugly, rich or poor, they are all equal now. »
Soit, en français : « Ce fut sous le règne du roi George III que ces personnages vécurent et se querellèrent ; bons ou mauvais, beaux ou laids, riches ou pauvres, ils sont tous égaux maintenant. »

## Fiche technique
- Titre original et français : Barry Lyndon
- Réalisation : Stanley Kubrick, assisté de Brian W. Cook
- Scénario : Stanley Kubrick d'après Mémoires de Barry Lyndon de William Makepeace Thackeray
- Direction artistique : Ken Adam (supervision), Roy Walker
- Décors : Vernon Dixon
- Costumes : Ulla-Britt Söderlund, Milena Canonero
- Photographie : John Alcott
- Son : Bill Rowe, Robin Gregory
- Montage : Tony Lawson (de) ; Rodney Holland (son)
- Arrangements et direction musicale : Leonard Rosenman (utilisation de musiques préexistantes : Jean-Sébastien Bach, Georg Friedrich Haendel, Wolfgang Amadeus Mozart, Giovanni Paisiello, Franz Schubert, Antonio Vivaldi, Frédéric II de Prusse, Seán Ó Riada et The Chieftains pour les airs traditionnels irlandais).
- Chorégraphe : Géraldine Stephenson
- Production : Stanley Kubrick ; Bernard Williams (associé) ; Jan Harlan (exécutif)
- Sociétés de production : Peregrine, Hawk Films, Warner Bros
- Société de distribution : Warner Bros.
- Budget : 11 millions de dollars (estimation)
- Pays de production :  États-Unis  Royaume-Uni
- Langues originales : anglais, français, allemand
- Format : couleurs (Eastmancolor) - 1,66:1 (intended ratio) - 35 mm - mono
- Genre : Historique
- Durée : 185 minutes
- Dates de sortie :
  - États-Unis, Royaume-Uni : 18 décembre 1975
  - France : 8 septembre 1976
  - Ressortie France : 29 juillet 2016
- Affiches : Bill Gold (États-Unis), Jouineau Bourduge[3] (France)

## Distribution
- Ryan O'Neal (VF : Bernard Murat) : Barry Lyndon, né Redmond Barry
- Marisa Berenson (VF : elle-même) : la comtesse de Lyndon
- Leon Vitali (VF : François Marthouret) : lord Bullingdon
- Dominic Savage : lord Bullingdon enfant
- Patrick Magee (VF : François Chaumette) : le chevalier de Balibari
- Hardy Krüger (VF : Dominique Paturel) : le capitaine Potzdorf
- Marie Kean (VF : Nicole Vervil) : Belle, la mère de Barry
- Murray Melvin (VF : Christian de Tilière) : le révérend Samuel Runt
- David Morley (en) (VF : Morvan Salez) : Bryan Patrick Lyndon
- Steven Berkoff (VF : Jacques Ciron) : lord Ludd
- Gay Hamilton (en) : Nora Brady
- Diana Körner : Lischen
- Frank Middlemass (VF : Jacques Mauclair) : Sir Charles Reginald Lyndon, chevalier de l'ordre du Bain
- André Morell (VF : Louis Arbessier) : lord Gustavus Adolphus Wendover
- Arthur O'Sullivan (en) (VF : Henri Virlogeux) : le capitaine Feeney
- Billy Boyle (en) (VF : François Leccia) : Seamus Feeney
- Godfrey Quigley (en) (VF : Roger Carel) : le capitaine Grogan
- Leonard Rossiter : le capitaine John Quin
- Philip Stone (VF : Roger Crouzet) : Graham, le secrétaire de la comtesse de Lyndon
- Peter Cellier (en) (VF : Jean Berger) : sir Richard
- Geoffrey Chater (en) (VF : Daniel Brémont) : le docteur Broughton
- Roger Booth (en) (VF : Henri Poirier) : George III
- Anthony Sharp (VF : Jean-François Laley) : lord Hallam
- Ferdy Mayne (VF : Michel Gatineau) : le colonel Bulow
- Wolf Kahler : le prince de Tübingen
- Frederick Schiller (en) (VF : Claude Bertrand) : Herr von Potzdorf, le ministre de la police
- Liam Redmond : le père de Nora
- Pat Laffan (en) (VF : Michel Paulin) : Ulick, un frère de Nora
- Patrick Dawson (VF : François Leccia) : Mick, un frère de Nora
- John Bindon (en) (VF : Raoul Delfosse) : le sergent recruteur
- Pat Roach : Toole, le soldat lors du combat à mains nues
- Jonathan Cecil (en) (VF : Francis Lax) : le lieutenant Jonathan Fakenham
- John Sharp (VF : Claude Bertrand) : Doolan
- Hans Meyer (VF : Michel Barbey) : Joseph, l'officier prussien
- George Sewell : le second de Barry Lyndon au duel final
- Barry Jackson (en) : le second de Barry Lyndon au duel final
- John Sullivan : le second de lord Bullingdon au duel final
- Norman Gay (VF : Michel Gudin) : le tailleur
- Roy Spencer (en) (VF : Daniel Brémont) : le vendeur de chevaux
- Harry Towb (en) : l'aubergiste
- Michael Hordern (VF : Jean-Claude Brialy) : le narrateur
- Norman Mitchell (en) (VF : Michel Barbey) : le soldat britannique organisant le combat entre Barry et Toole (non crédité)

Source et légende : version française (VF) sur Allodoublage.

## Production

### Scénario
Dans son adaptation du roman de Thackeray, Stanley Kubrick a ajouté quelques éléments comme la discussion entre les deux officiers anglais homosexuels et le dernier duel de Barry avec son beau-fils. Il s'en justifie dans une interview avec Michel Ciment en disant que : « J'étais convaincu que [ces changements] étaient cohérents avec l'esprit du roman et amenaient l'histoire à peu près au même endroit que le roman, mais en moins de temps. »

### Casting
La Warner exigea pour financer le film que Kubrick prenne un acteur connu dans le rôle-titre. Après avoir essuyé un refus de la part de Robert Redford, le réalisateur choisit Ryan O'Neal, star à l'époque pour avoir joué dans Love Story.
Un grand nombre d'interprètes (au moins dix-sept) ont tourné dans les années 1960 dans la célèbre série britannique Chapeau melon et bottes de cuir (The Avengers). Parmi eux, Murray Melvin, Leonard Rossiter, Godfrey Quigley, Philip Stone, Frank Middlemass, Roger Booth et Michael Hordern.

### Tournage
Le film a été tourné en Irlande, en Angleterre et en Allemagne.
En plein conflit irlandais, l'IRA mit Kubrick sur une liste de personnalités à abattre, reprochant au réalisateur d'avoir mis en scène des soldats anglais sur le sol irlandais. Le jour même, Kubrick quitte l'Irlande avec sa famille, le tournage s'arrête et l'équipe britannique du film part dans les jours qui suivent. Ainsi, en février 1975, le tournage s'est soudain replié d'Irlande en Angleterre.

### Esthétique du film
Depuis 1969 et la préparation de son Napoléon, Kubrick a en tête de tourner avec pour seul éclairage des bougies. Malheureusement, à ce moment-là, l'idée est impossible à mettre en œuvre techniquement et est un des éléments empêchant la réalisation de ce film. En 1973, année du début du tournage de Barry Lyndon, l'idée d'éclairer un film à la bougie refait surface. Kubrick, ancien photographe, se documente énormément sur la question.
Le film bénéficie d'une photographie exceptionnelle qui lui confère une esthétique plutôt sombre et très particulière, tout à fait dans le ton de l'histoire et des peintures de genre de l'époque. Il fut tourné entièrement en décors d’époque (au château Howard notamment), fit au maximum usage de la lumière naturelle grâce à des objectifs de caméra très lumineux. On utilisa notamment un Zeiss de focale 50 mm et d'ouverture f/0,7 conçu initialement pour la NASA, monté sur la caméra Mitchell BNC déjà utilisée pour Orange mécanique et sacrifiée pour l'occasion puisqu'elle subit des modifications irréversibles afin de la rendre compatible avec l'objectif, et un traitement spécial des pellicules.

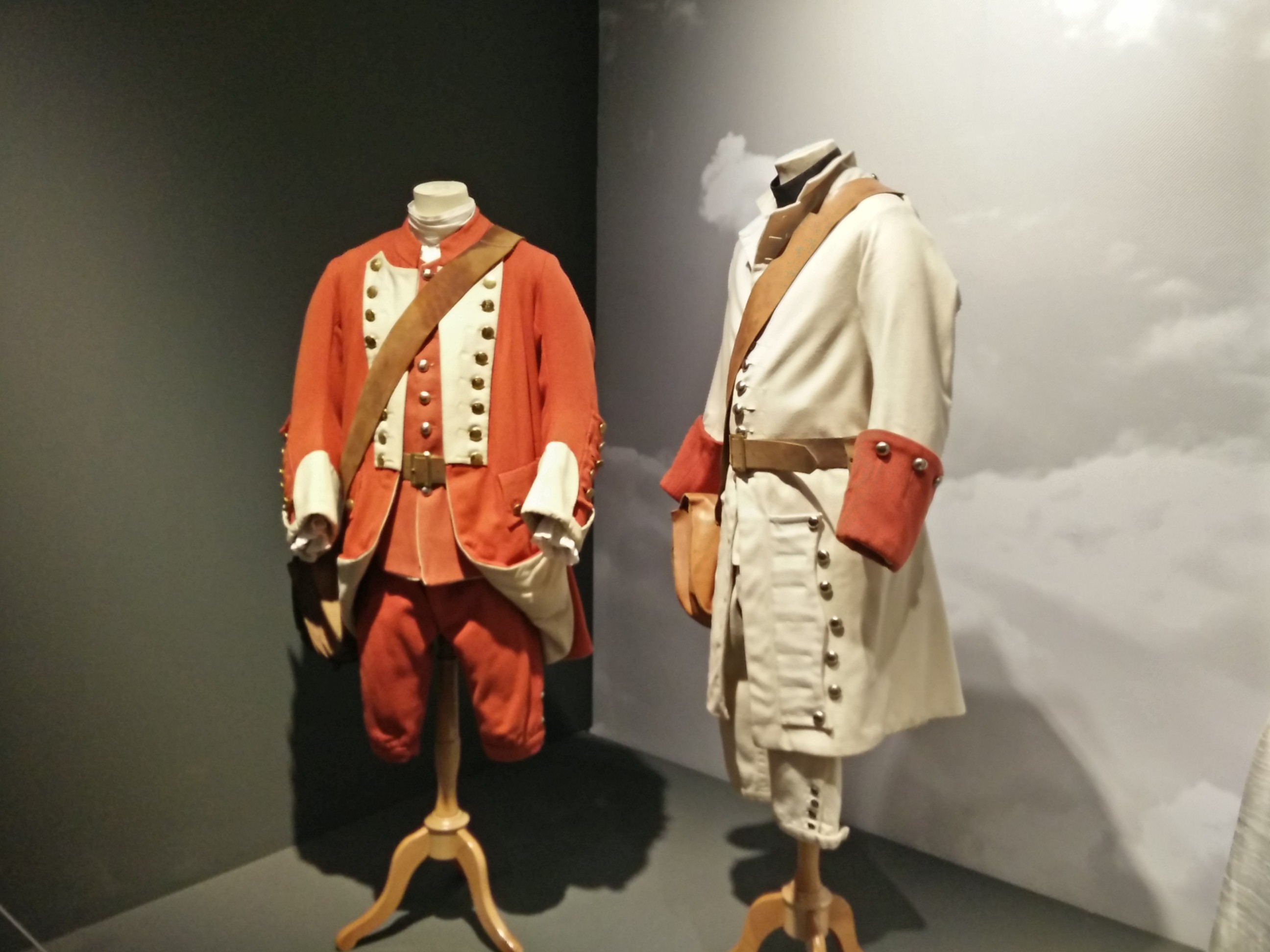
Costumes du film :
à gauche, un uniforme de l'armée britannique ; à droite, un uniforme de l'armée française.

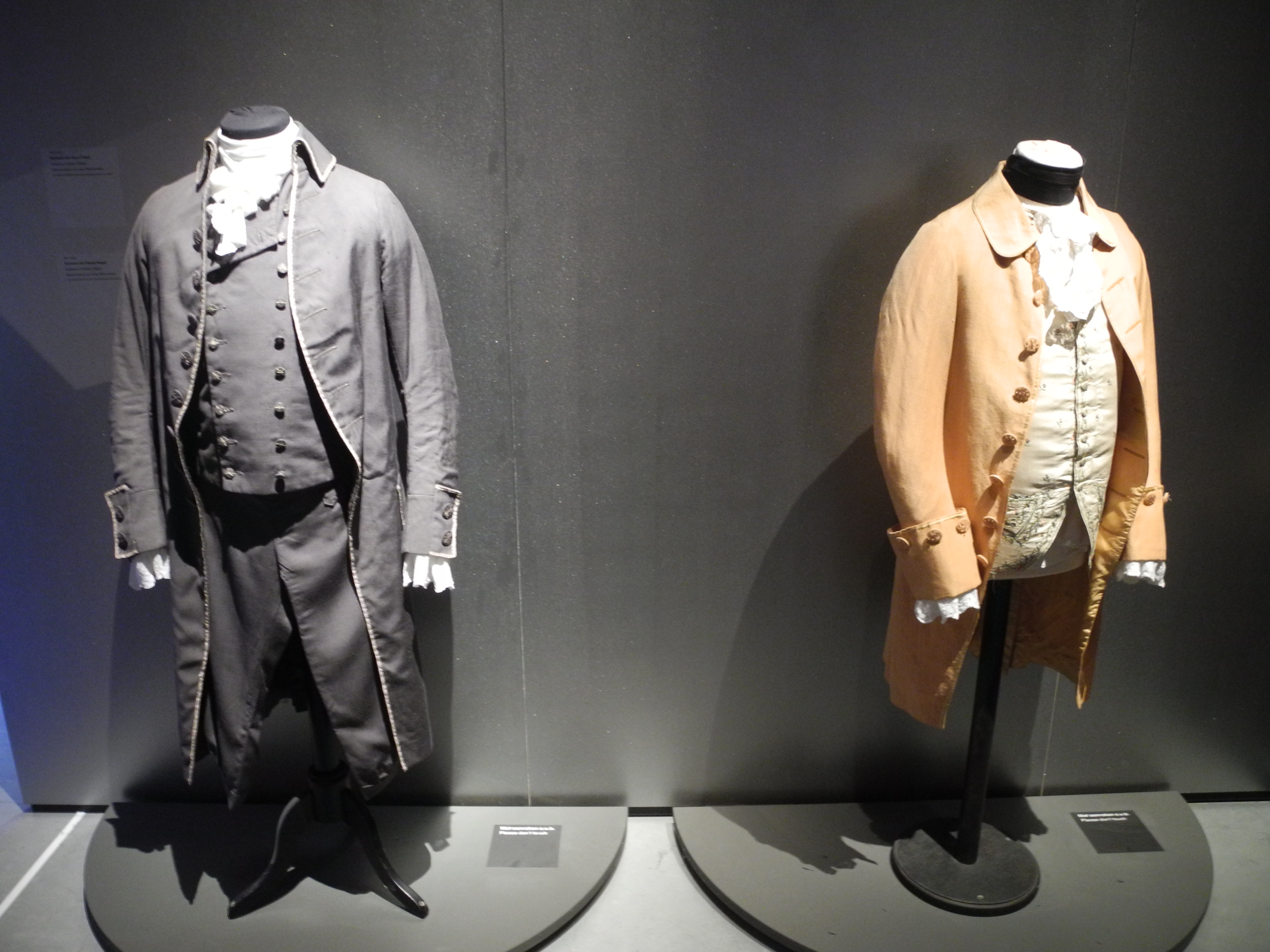
Costumes portés par Barry Lyndon dans le film.

Les costumes présents dans le film (simples vêtements ou uniformes militaires) ont été conçus à partir de modèles authentiques ; ainsi, le drapeau régimentaire français qu'on voit dans la scène de bataille est celui du régiment de Flandre. La création a pris environ un an et demi.
Le spectateur se trouve ainsi de fait plongé dans l'intimité des personnages, ainsi que le désirait Kubrick, qui voulait réaliser un documentaire qui se serait passé au XVIIIe siècle. Il disait à ce propos : « Le cinéma doit avoir l'air réaliste, puisque son point de départ est de faire croire à l'histoire qu'il raconte. » Ces exigences expliquent que le film a nécessité un an de préparation.
Pour les extérieurs, Kubrick utilisa des focales de 18 ou 25 mm et de faibles ouvertures ; la profondeur de champ importante qui en résulte confère aux paysages une allure de peinture filmée. Pour les scènes éclairées à la bougie, Kubrick a utilisé des candélabres de soixante-dix bougies, souvent avec l'appoint de candélabres de trois ou cinq bougies sur la table, ainsi qu'un modificateur de focale transformant le 50 mm f/0,7 en 35 mm.
La plupart des prises en extérieur ont été tournées en Irlande, de même pour les scènes se passant en Angleterre et en Prusse durant la guerre de Sept Ans. L'inspiration artistique de Kubrick, Ken Adams et Roy Walker provient essentiellement des artistes de l'école anglaise de peinture avec, pour les portraits, Gainsborough et Joshua Reynolds, les paysages inspirés de John Constable et les scènes d'intérieurs de William Hogarth et Joseph Wright of Derby, notamment dans son traitement du clair-obscur.
Le tournage dura trois cents jours, du printemps 1973 jusqu'au début de 1974, avec une interruption pour Noël. Le budget du film atteignit 11 millions de dollars.

### Rôle du narrateur
Kubrick utilise la narration depuis ses premiers films (notamment L'Ultime Razzia ou Lolita). Dans Barry Lyndon, elle permet à Kubrick de limiter les dialogues entre les différents protagonistes, de préciser les lieux et les dates, mais il l'utilise également pour contredire les images. Elle permet également à Kubrick d'annoncer à l'avance les moments importants de l'intrigue pour renforcer le côté « inévitable » de ce qui doit se passer.
Contrairement au roman qui est à la première personne, le conteur dans le film utilise la troisième personne. Kubrick pensait que, dans le livre, la première personne avait pour but de présenter les faits réels de manière déformée. Selon lui, un film montrant une réalité objective racontée par un héros de manière faussée ne pouvait être qu'une comédie, ce qu'il ne voulait pas.

### Bande originale
Contrairement à ses films précédents, Kubrick choisit des musiques d'époque et non une partition originale. Celles-ci sont toutefois arrangées par un compositeur, Leonard Rosenman.
La bande originale (Oscar de la meilleure musique de film 1976) mêle donc folklore irlandais (joué par The Chieftains), marches militaires et musique classique, avec entre autres :
- Georg Friedrich Haendel : Sarabande (thème principal) de la suite no 4 en ré mineur HWV 437 issue de ses neuf suites pour clavecin de 1733, par le National Philharmonic Orchestra ;
- Jean-Sébastien Bach : Concerto pour 2 clavecins en do mineur BWV 1060 - Adagio, par Karl Richter, Hedwig Bilgram et le Münchener Bach-Orchester ;
- Wolfgang Amadeus Mozart : Marche d'Idomeneo K 366 par le National Philharmonic Orchestra ;
- Giovanni Paisiello : « Saper bramate », cavatine d'Il barbiere di Siviglia, par le National Philharmonic Orchestra ;
- Franz Schubert: Danse no 1 en mi bémol majeur, D. 90, par le National Philharmonic Orchestra ; Trio pour piano et cordes no 2, D. 929 op. 100 - 2e mouvement[21], par Moray Welsh, Anthony Goldstone, Ralph Holmes ;
- Antonio Vivaldi : Concerto pour violoncelle en mi mineur (transcription de la sonate RV 40) - 3e mouvement, par Pierre Fournier et les Festival Strings Lucerne conduits par Rudolf Baumgartner ;
- Frédéric II de Prusse : Hohenfriedberger Marsch, par Fifres et Tambours ;
- Seán Ó Riada : Women of Ireland, par The Chieftains et Derek Bell ;
- Œuvres traditionnelles : Tin Whistles, par Paddy Moloney et Seán Potts ; Piper's Maggot Jig, par The Chieftains ; The Sea-Maiden, par The Chieftains ; The British Grenadiers, par Fifres et Tambours ; Lillibulero, par Fifres et Tambours et Leslie Pearson.

Kubrick explique : 

« J'avais d'abord voulu m'en tenir exclusivement à la musique du XVIIIe siècle, quoiqu'il n'y ait aucune règle en ce domaine. Je crois bien que j'ai chez moi toute la musique du XVIIIe siècle enregistrée sur microsillons. J'ai tout écouté avec beaucoup d'attention. Malheureusement, on n'y trouve nulle passion, rien qui, même de loin, puisse évoquer un thème d'amour ; il n'y a rien dans la musique du XVIIIe siècle qui ait le sentiment tragique du Trio de Schubert. J'ai donc fini par tricher de quelques années en choisissant un morceau écrit en 1814. Sans être absolument romantique, il a pourtant quelque chose d'un romanesque tragique. »

## Accueil

### Critique
Barry Lyndon rencontre un accueil critique majoritairement positif.
Sur le site agrégateur de critiques Rotten Tomatoes, le film obtient un score de 90 % d'opinions favorables, sur la base de 73 critiques collectées ; le consensus du site indique : « Cynique, ironique et imprégné d'un éclairage naturel séduisant, Barry Lyndon est une pièce de caractère complexe d'un homme malheureux condamné par la société géorgienne ». Sur Metacritic, le film obtient une note moyenne pondérée de 89 sur 100, sur la base de 21 critiques collectées ; le consensus du site indique : « Plébiscite universel » (Universal Acclaim).
En France, le site Allociné lui attribue une note moyenne de 5 sur 5, sur la base de 7 critiques collectées.

### Box-office
C'est un échec commercial au box-office dans les pays anglo-saxons. Le réalisateur Stanley Kubrick fut particulièrement affecté par le fait que son travail de retranscription de l'esthétique du XVIIIe siècle n'ait pas été accueilli avec plus d'enthousiasme.[réf. souhaitée]
En revanche le film connaît un certain succès en Europe continentale, notamment en France où 3 475 185 entrées sont comptabilisées ; en Allemagne de l'Ouest, Italie et Espagne. Au niveau mondial, le film cumule 20 millions de dollars de recettes totales.

## Distinctions

### Récompenses
- Oscars 1976[26]
  - Oscar de la meilleure direction artistique : Ken Adam, Roy Walker et Vernon Dixon
  - Oscar de la meilleure photographie : John Alcott
  - Oscar de la meilleure création de costumes : Ulla-Britt Söderlund et Milena Canonero
  - Oscar de la meilleure adaptation musicale pour film : Leonard Rosenman
- BAFTA 1976 : Meilleur réalisateur, Meilleure photographie

### Nominations
- Oscars 1976 : nomination à l'Oscar du meilleur film, du Meilleur réalisateur et du Meilleur scénario adapté.
- BAFTA 1976 : nomination au BAFTA du meilleur film, de la Meilleure direction artistique et des Meilleurs costumes.
- Golden Globes 1976 : nomination au Golden Globe du meilleur film dramatique et du Meilleur réalisateur.
- César 1977 : nomination au César du meilleur film étranger.